# الکس کرومبی
الکس کرومبی (انگلیسی: Alex Crombie؛ زادهٔ ۱۸۷۶) بازیکن فوتبال اهل بریتانیا است.
از باشگاه‌هایی که در آن بازی کرده‌است می‌توان به باشگاه فوتبال پورت ویل و باشگاه فوتبال ردینگ اشاره کرد.